# Grün-Weiß (Künstlergruppe)

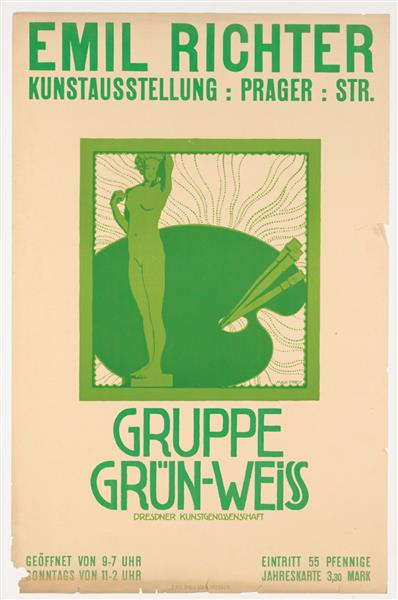
Plakat von Max Frey zur Ausstellung der Gruppe Grün-Weiß, im Kunstsalon Emil Richter, 1910

Die Künstlergruppe Grün-Weiß bildete sich 1910 in Dresden u. a. um Johann Walter-Kurau, Max Frey, Josef Goller, Georg Jahn und Georg Lührig.

## Geschichte
Die Gruppe Grün-Weiß bildete sich als reine Ausstellungsgruppe innerhalb der Dresdner Kunstgenossenschaft. Auf dem von Max Frey gestalteten Plakat zur Ausstellung von 1910 im Kunstsalon Emil Richter lautete die Namensbezeichnung „Gruppe Grün-Weiß. Dresdner Kunstgenossenschaft“. Grün und Weiß sind die Landesfarben von Sachsen. In der Vorankündigung der Ausstellung war zu lesen:

„Eine neue Künstlervereinigung „Grün-Weiss“ tritt mit einer Ausstellung von Werken der Malerei, Graphik und Plastik, die am Sonnabend, den 29. in Emil Richters Kunstsalon eröffnet wird, zum ersten Male vor die Öffentlichkeit. Die neue Gruppe, welche die fröhlichen Farben des Sachsenlandes auf ihr Schild gemalt hat, will damit zu keinen tiefsinnigen programmatischen Deutungen Anlass gegeben haben. Wer Lust hat, mag die Tatsache, dass es sich hier um Angehörige einer eingesessenen Organisation, der Dresdner Kunstgenossenschaft, handelt, und den Wunsch dieser Künstler, in einer natürlichen, frischen, auf dem Boden der Heimat erwachsenen Sprache zu sprechen, in dem Namen ausgedrückt finden. Im Zusammenhang mit der Reorganisation der Kunstgenossenschaft, die in diesem Jahre vorgenommen worden ist, entstand die neue Gruppe, und in ihr haben sich eine Anzahl älterer, bekannter Künstler mit jüngeren Kräften vereinigt, um von nun an in kleineren, sorgfältig durchgearbeiteten Ausstellungen von ihrem Schaffen Zeugnis abzulegen. Die Malerei und Graphik sind durch Prof. Max Frey, Prof. Josef Goller, Prof. Friedrich Heyser, Georg Jahn, Walther Illner, Georg Lührig, Prof. Max Pietschmann, Freih. von Schlippenbach und Walter-Kurau, die Plastik durch Prof. Richard Guhr, Prof. Hans Hartmann-Maclean und Heinrich Wedemeyer, die Baukunst durch Rudolf Bitzan, Georg von Mayenburg und Martin Pietzsch vertreten. Die Namen der Mitglieder, die nur neue, hier noch nicht gesehene Werke gesandt haben, verbürgen eine Ausstellung, die im Dresdner Kunstleben auf ernsthafte Deutung wird rechnen dürfen.“

An der Ausstellung von 1910 nahm ebenfalls Bernhard Schröter teil. Die Ausstellung dauerte vom 29. Oktober bis 10. November 1910. Gezeigt wurden insgesamt 85 Werke.
Willy Doenges bezeichnete die Mitglieder der Gruppe in der Zeitschrift Cicerone als „...Sezessionisten innerhalb der Genossenschaft, die am weitesten nach links, d. h. der sogenannten modernen Kunst am nächsten stehenden Künstler“. Diese Zuordnung ist auf dem Hintergrund der ersten Dresdner Sezession zu verstehen, die sich um die Jahrhundertwende unter der Führung von Carl Bantzer und Gotthardt Kuehl aus dem Kreis der Goppelner Schule gebildet hatte. Aus diesem Umkreis stammten die Maler Georg Jahn, Georg Lührig und Max Pietschmann. Der Goppelner Schule stilistisch nahe stand auch Johann Walter-Kurau, der im Februar 1906 von Lettland auf Einladung seines Landesgenossen Baron Paul von Schlippenbach nach Dresden umgezogen war. Josef Goller hatte sich bei der Künstlergruppe Die Elbier beteiligt, die sich 1902 nach dem Ende der ersten Dresdner Sezession im Umkreis von Gotthard Kuehl gebildet hatte.
Im November 1909 bildete sich außerdem u. a. auf dem Hintergrund des Dresdner Künstlerstreits die Künstlervereinigung Dresden. Sie war mit rund 50 Mitgliedern die zweite größere Künstlervereinigung in Dresden neben der traditionsreichen und konservativ eingestellten Dresdner Kunstgenossenschaft. Die erste Ausstellung der Künstlervereinigung fand von Anfang September bis Ende November 1910 in den Räumen des Sächsischen Kunstvereins auf der Brühlschen Terrasse (Kunsthalle im Lipsius-Bau) statt. Die Gruppe Grün-Weiß präsentierte als fortschrittliche Gruppierung innerhalb der Dresdner Kunstgenossenschaft zur selben Zeit ihre Werke ab dem 29. Oktober 1910 im Kunstsalon Emil Richter.
Von der Gruppe Grün-Weiß ist nur die Ausrichtung der Ausstellung 1910 im Kunstsalon Emil Richter bekannt. In der Nachfolge gründete Johann Walter-Kurau die Dresdner Künstlergruppe 1913 an der sich erneut ein Teil der Mitglieder der Gruppe Grün-Weiß beteiligte. Die Dresdner Künstlergruppe 1913 wurde ebenfalls als „aufsehenerregende Sezession“ angekündigt.
Sowohl die Künstlergruppe Grün-Weiß als auch die Dresdner Künstlergruppe 1913 waren aus heutiger Sicht gemäßigte Versuche, Bewegung in die konservativen Strukturen der Dresdner Kunstgenossenschaft zu bringen.